# Wanda Krasuska Morycz
Wanda Michalina Morycz z domu Krasuska herbu Nowina (ur. 1863, zm. 4 lutego 1930 w Podłężu Szlacheckim, pochowana w Przystajni wspólnie z siostrą Zofią. Na nagrobku znajduje się inskrypcja „I mi” oraz data 1945, która jest datą pochówku Zofii, która zmarła w hitlerowskim obozie koncentracyjnym Ravensbruck w 1944 roku) – przedwojenna literatka i publicystka, żona powstańca styczniowego Juliusza Morycza.
Publikowała Sonety w tygodniku ilustrowanym dla kobiet Bluszcz. Napisała również „Zbiorek poezyj Wandy Krasuskiej” oraz „Serce: poezje”.
Sonet z tygodnika ilustrowanego dla kobiet „Bluszcz”:
W STAREJ PLEBANIJCE.
Przy zamkniętym kościele stoi domek stary,
W ziemię wrosły, omszały, nizki, przygarbiony:
Niegdyś siedziba księdza, co musiał te strony
Opuścić, gdy ostatniej dopełnił Ofiary…
Od roku w pustym domku rozsiadły się – czary!
Z okien wyjrzały śnieżne firanek opony,
Pod niemi rozkwitł bujnie roślin gaj pieszczony,
Śród ścian rozbrzmiały szepty, śmiechy, piosnki, gwary!...
- „Co się stało?”- zdziwieni pytają przechodnie,
Patrząc na kwietne okna, błyszczące pogodnie,
Na dziwnie rozjaśniony budynek prastary…
- „Co się stało?” – Ot! Szczęście ulotne, motyle
W odwiecznej plebanijce przysiadło na chwilę,
Ujęte dłońmi – nowo-poślubionej pary…
Wanda Krasuska Moryczowa, Warszawa 1 Października 1905 r. Numer 40.